# パワーレンジャー・ダイノチャージ
『パワーレンジャー・ダイノチャージ』（Power Rangers Dino Charge）は、アメリカ合衆国のテレビドラマ。日本の特撮テレビドラマシリーズ「スーパー戦隊シリーズ」の英語版ローカライズ作品「パワーレンジャーシリーズ」の第22シーズン、第18作目にあたる。2016年から第2シーズン（シリーズ第23シーズン）となる『パワーレンジャー・ダイノスーパーチャージ』（Power Rangers Dino Super Charge）が放送。
第1シーズンは2015年2月7日から同年12月12日、第2シーズンは2016年1月30日から同年12月10日までニコロデオンで放送。各シーズン全22話。

## 概要
前作『パワーレンジャー・メガフォース（パワーレンジャー・スーパーメガフォース）』に続くサバン・ブランド製作の作品。各年で日本の作品をベースにしていた従来の形式と異なり、『特命戦隊ゴーバスターズ』を飛ばし、『獣電戦隊キョウリュウジャー』をベースとしている。当時、アメリカでは競合番組が多く、子どもに人気のあった恐竜モチーフが選ばれたとされる。オリジナリティを出したいというサバン側の意向で、独自の設定やパワーレンジャーオリジナルの敵キャラクターが登場している。
なお、『パワーレンジャー・RPM』と同様、RPMと本作品以外のシリーズとはパラレルワールドの設定である。
2016年5月26日にクランクアップした。

## 登場人物

### パワーレンジャー・ダイノチャージ

#### 基本メンバー
タイラー・ナヴァロ / ダイノチャージレッドレンジャー（キョウリュウレッド） / Tレックススーパーチャージレッドレンジャー（キョウリュウレッド・カーニバル）
ダイノチャージレンジャーのリーダー。行方不明の父を探してアンバービーチを訪れた青年。18歳。
父の残した手記に描かれていた場所を探索する過程で赤色のエナジェムを偶然ながら発見し、資格者となる。
キメ台詞は「It's about to get wild! （荒れるぜ！）」。
チェイス・ランドール / ダイノチャージブラックレンジャー（キョウリュウブラック）
ダイノチャージレンジャーのサブリーダー。アンバービーチ恐竜博物館の雑用係。ニュージーランド出身の18歳。知り合いの占い師から黒のエナジェムを受け取り、資格者となった。
スケボーが得意な陽気で気のいい若者だが、ヘッドホンで音楽を聞きながら仕事をしたり綺麗な女性を見かければ見境なく声をかけるなど、勤務態度はかなり不真面目。クロエという年の離れた妹がいる。
コーダ / ダイノチャージブルーレンジャー（キョウリュウブルー）
アンバービーチ恐竜博物館の発掘作業員。
10万年前から生きている古代人。太古の昔に洞穴で壁画を描いている最中に青のエナジェムを見つけて資格者となり、その力で年を取ることなく現代まで生き続けている。元々が古代生まれであるために現代社会の常識には疎く、言葉遣いもたどたどしい。また、それに伴う形でスポーツのルールにも疎く、球技を山勘でプレイしたことからとんでもないトラブルを起こしてしまったこともある。
怪力の持ち主で力仕事はお手のものだが、粗暴なところはまるでなく、純朴で心優しい好青年。ハンバーガーが大好物である。
ライリー・グリフィン / ダイノチャージグリーンレンジャー（キョウリュウグリーン）
アンバービーチの恐竜博物館の新人作業員。第1シーズン2話から登場。17歳。
フューリーに襲われた愛犬のルービックを助けようとした際に緑のエナジェムを見つけ、資格者となる。理知的な風貌が示す通りメンバー随一の知性派で、敵と戦う際にも明晰な頭脳を駆使した戦法を取ることが少なくない。
シェルビー・ワトキンス / ダイノチャージピンクレンジャー（キョウリュウピンク）
アンバービーチの恐竜博物館のレストランのウェイトレス。勝ち気で男勝りな性格が特徴の女性。18歳。
第1シーズン1話でタイラーと共にアイスエイジに襲われた際、発掘物の中からピンクのエナジェムを見つけ、資格者となった。古生物学者になることを夢見ており、自身は「ウェイトレスよりも発掘作業に向いている」と豪語するが、恐竜の糞の化石に関心を示さないなど、学芸員としては自覚に乏しく未熟な部分がある。なお、シェルビー本人は歌唱力が低いことを悩んでおり、第2シーズン後半では音痴を克服しようとする面が覗えた。
アイヴァン / ダイノチャージゴールドレンジャー（キョウリュウゴールド）
西洋の小国「ザンダー」の伝説の騎士。第1シーズンの11話から登場する追加戦士。18歳。
800年前に自らの主であるコリン王子を守るべく怪物と戦って相い果てるという伝説を遺したが、実は王子との散歩中に金のエナジェムを見つけて資格者となった際にフューリーに出くわし、長年に渡ってその体内に閉じ込められていた。レンジャーたちとフューリーとの戦いによって開放されてゴールドレンジャーとなり、以後メンバーに加入する。
騎士道精神を体現したような性格で、品行方正だが何かにつけて所作が仰々しい。特にシェルビーなど女性に接する際には、名前に一々「レディ」を付けるなどその傾向が強くなる。コーダとは別の時代の出身者同士ということでウマが合うようである。
また、フィリップとは本人が王族の末裔であるところから因果関係を持っており、同時に自身が貴族の出自であることも加わって意気投合している。

#### 番外メンバー
ジェームズ・ナヴァロ / ダイノチャージアクアレンジャー（初代キョウリュウシアン）
タイラーの父である地質学者。10年前に行方不明となり、対外的には死亡扱いとなっていた。
ジェームズ本人の残した手記にはエナジェムの在り処やフューリーの存在が書かれており、エナジェムを巡る一連の出来事に関わっていたことが示唆されていた。
実は洞窟で水色のエナジェムを見つけた後、フューリーに着け狙われたため、家族や知人を巻き込まないようにする目的からあえて行方を晦ましていた。第2シーズン5話で暴走するタイラーの前に、アクアレンジャーの姿で現れた。
フィリップと同じく受け継ぐ変身者いない。
フィリップ3世 / ダイノチャージグラファイトレンジャー（初代キョウリュウグレー）
ザンダー国の王子。第1シーズンの11話から登場。
ザンダー国の伝説に纏わる企画展に抗議するためリムジンで乗りつけて恐竜博物館を訪れるが、レンジャーたちとフューリーの戦いに巻き込まれたのを切っ掛けにアイヴァンの開放に立ち会うこととなる。その後自身もレンジャーになることを望んでエナジェムに選ばれる目論見から寄付や慈善活動など善行を行おうとするが、同シーズン第15話でチェイスの妹の危機を身を挺して救ったことでグレーのエナジェムに認められ、グラファイトレンジャーへと変身する力を得た。
固有技として、エナジェムのエネルギーを鉄球状に具現化して相手に叩き付ける「ロイヤルダイノパンチ」（鉄砕拳・激烈突破）を持つ。
アルバート・スミス / 初代ダイノチャージパープルレンジャー（初代キョウリュウバイオレット）
ニュージーランドに在住する自称「冒険家」の老人。山で遭難中に紫のエナジェムを発見し、資格者となった。
温厚で争い事を好まない気質である一方、老齢であることを逆手に取りエイリアンを油断させるしたたかさを持つ。
本格的にスレッジ一味に目を付けられた結果、「老人の自分はレンジャーに相応しくない」と考え、キーパーの協力のもとでエナジェムの資格を放棄し、タイラーたちに譲り渡した。
ケンドール・モーガン / 2代目ダイノチャージパープルレンジャー（2代目キョウリュウバイオレット）
アンバービーチ恐竜博物館の女性館長。26歳。キーパーの協力者として、発掘の名目でエナジェムを探していた。
指揮官的存在で、若年ながらもレンジャーたちへ的確な指示を出してチームを勝利に導く優秀な指揮能力を持つ。シリーズ後半で見つかった紫のエナジェムの資格者を懸命に探していたが、第1シーズン最終話で自らがエナジェムに認められ、パープルレンジャーに変身して戦闘に参加することとなる。
最初から初期メンバー5人と行動を共にしている。
ゼノウィング（賢神トリン） / ダイノチャージシルバーレンジャー（キョウリュウシルバー）
鳥のような姿をしたエイリアンで、銀のエナジェムの資格者。
第2シーズン10話で宇宙からメッセージ映像を記録した機械を送り、タイタノゾードの居場所を伝えた。
後にシンジに破壊された機械を修復する過程で見つけた記録から、エナジェムを狙う勢力の暗躍により身動きが取れないことが発覚した。
本人はメッセージを送った後にアルカノンの手で別人格のドゥームウィングを創り出されて、ヘキルと同じく2重人格同然の状態のまま支配下に置かれていた。
14話において、決死の抵抗で一時的に肉体の主導権を取り戻したことで真相が発覚し、レンジャーたちの協力で分離することに成功。ドゥームウィングとの激しい戦いの後、エナジェムを取り戻す。
なお、太古にエナジェムを入手した際に、特殊な鉱石を用いてエナジェムを渡された恐竜たちがゾードとして復活する手筈を整えていた。
ドライブモードのカラーは他のメンバーとは違い、金色になっている。
ジェームズとフィリップと同じく、受け継ぐ変身者はいない。

### 関係者
キーパー
エナジェムの守護者。エナジェムの資格権に干渉する力を持ち、スレッジから狙われている。

### スレッジ一味
スレッジをリーダーとする宇宙の手配犯を捕らえる賞金稼ぎの一派。目的はあくまで賞金首から得られる賞金であり、善意はない。エナジェム入手のためにパワーレンジャーを狙っているが、その過程で発生する人類の被害には良くも悪くも無関心である。
スレッジの失踪後はヘキルやアルカノンに従わされるがいずれとも仲間意識を持たず、特にアルカノンの台頭後は彼らとヘキルの共倒れを目論むなど独自の行動を取り始める。
スレッジ
賞金稼ぎ一味の親玉。部下からは「マスター・スレッジ」と呼ばれる。武器は手のブラスターから放つ強力な光線。また、肩に格納しているブースターを用いて、高速で飛行できる。
究極の力を求め、エナジェムの入手を狙う。粗暴かつ短気だが、婚約者のポイサンドラだけには甘い。
また、短気な言動とは裏腹に、戦闘面では相手の力量を図り撤退する慎重さや、高い作戦立案力を見せている。
タイラーとの一騎討ちの末に戦艦の墜落に巻き込まれ行方不明となるが、それにより抑止力を失った凶悪な賞金首をのさばらせる事態を招く。
周囲からは死亡したと考えられていたが、レンジャーに敗北したアルカノンの前に突如として姿を現す。
フューリー（怒りの戦騎 ドゴルド）
一味のナンバー2。タイラーの父とは面識があったことを仄めかしている。
かつてスレッジにカードゲームで敗北したことから彼の支配下に置かれた。
800年前、アイヴァンと戦闘後に彼を体内に取り込むことで黄金のエナジェムの力を得ようとするが、黄金のエナジェムはコリン王子が所持していたため、その力を得ることは叶わなかった。
ポイサンドラ（喜びの戦騎 キャンデリラ）
スレッジの婚約者。我儘かつ気まぐれな性格で、スレッジの名前を持ち出しては我を通すため、フューリーからは疎ましく思われている。
レンチ（哀しみの戦騎 アイガロン）
一味のメカニックマン。
キュリオ（楽しみの密偵 ラッキューロ）
スレッジの命を受けたレンチによって作られた人工生命体。
ポイサンドラと一緒に行動することが多い。
グリーンジラ（暗黒種デーボス）
スレッジ一味に飼われている生体兵器。

### ヘキル＆スナイド派
スレッジの死後、行き場を失ったスレッジ一味の残党や賞金首をヘキルが半ば脅迫めいた方法で纏めた一派。スレッジと同じくエナジェムの力で銀河を支配しようとしているが、エナジェムの入手以外には感心の無かったスレッジと異なり、目的を果たした後は地球の壊滅を目論んでいる。
ヘキル
いくつもの銀河を壊滅に追い込んだ危険な賞金首の宇宙人。
スレッジの船に捕らえられた賞金首の中でも、特に厳重に隔離されていた。
一見、地球人の若い青年のような姿だが、手から強力なエネルギー波を放出する能力を持つ。また、愛用のゴーグルを常に身に付けている。
スレッジ以外の幹部すら恐れるほどの力を持つが、表にこそ出さないもののスレッジの実力は脅威に考えており、彼と対峙した際は愚痴を零している。
スナイドと呼ばれる別人格を持つが、ヘキル自身は策謀を好むため、何事も力ずくで推し進めようとする彼とは足並みが揃っていない。
第2シーズンからスレッジに取って代わって一味のボスとなったが、恐怖支配を行なっているために一味のメンバーからは敬遠されていて、そのチームワークもバラつきが目立つ。
正体はかつてダークエナジェムが隠された惑星「センタイ・6」の住人。遥か昔、アルカノン襲撃の際に誤ってダークエナジェムに触れた影響で記憶を失っていた。
アルカノン一味に捕らわれた後に記憶を取り戻し、仇敵であるアルカノンに激しい憎悪を抱き、彼の側に着いたスナイド諸共報復することを宣言する。
スレッジの帰還直後、隙を見て脱走する。記憶を取り戻したことでエナジェムへの執着を無くしており、己の目的のためにレンジャーを陰ながら助力するようになる。
- 原典に該当する存在がいない顔出しの俳優が演じる悪役である。演じているライアン・カーターはインタビューにおいて、キャラクター像は『特命戦隊ゴーバスターズ』のエンターを意識したのではないかと答えている。なお、国外のみのアプリゲーム『Power Rangers Legacy Wars』ではダークレンジャー（デスリュウジャー）という悪のレンジャーに変身している。

スナイド（ネオガイルトン）
第1シーズン最終話において、墜落したスレッジの戦艦から現れたエイリアン。スレッジの敗北に乗じ、自らが表舞台に出ることを宣言する。
ヘキルとは肉体を共有している別人格同士であり、普段は懐中時計のような機器を通して会話している。
ヘキル以上の戦闘力を持つが、それに反して思慮が浅い。何事も力押しな姿勢から、策謀を好むヘキルとは足並みが揃わず常に対立している。
その正体はヘキルがダークエナジェムに触れた影響で誕生した別人格。
アルカノンのことは嫌っているが、ヘキルとの分離を引き換えに協力することを提案し、レンジャーがドゥームウィングに使用した分離装置を用いてヘキルとの分離に成功する。
だが、密かにポイサンドラたちに共闘を持ちかけており、スレッジの復帰直後に「俺は2つの顔を持っているんだぜ」とジョーク交じりで語りながらアルカノン一味を粛清した。
剣を主要な武器としている。

### アルカノン勢力
第2シーズン13話で本格的に活動を開始した勢力。最終的にはエナジェムを独占して、宇宙全体を支配下に置くことを目論んでいる。
ロード・アルカノン（百面神官カオス）
かつて厳重に封印されたダークエナジェムを持ち去った宇宙人。
宇宙のならず者に賞金を懸けていた張本人でもあり、スレッジとは面識がある。その真意は、労せず実力者を集めて軍隊を作るためであった。
シンジは彼についてヘキルに話す際に「邪悪さにおいて、お前程度では足元にも及ばない」と称している。
シンジ（怨みの戦騎 エンドルフ）
第2シーズンに登場。アルカノンの命令で、エナジェムを求めて地球に降り立ったエイリアン。
正義感の強い者を嫌悪し、近寄るだけで頭痛を訴える。フューリーとは犬猿の仲。
当初は素性を隠してスナイドたちと手を組んでいたが、タイタノゾード争奪戦の際に別組織の内通者であることをヘキルに見破られて処刑されかかるも、間一髪で逃走する。
後に、ロード・アルカノンたちを連れて地球に再度来襲して、意趣返しとばかりにヘキルを監禁すると同時に、スレッジ一味を支配下に置く。
ドゥームウィング（魔剣神官 マッドトリン）
アルカノンに仕える2大将軍の1人。その正体はアルカノンの手で作り出されたゼノウィングの別人格である。
資格者であるゼノウィングとは肉体を共有していたためエナジェムやゾードを行使でき、レンジャーやスナイドたちを驚愕させた。
14話においてタイラーの決死の策でゼノウィングと分離したため、資格者としての力を失ってしまう。
Ｘ字の斬撃「ドゥームスラッシュ（魔剣マッドネスフレイム）」が必殺技。

### 賞金首（デーボモンスター）
スレッジに捕らえられた宇宙のならず者たち。「エナジェムを入手すれば開放する」という条件で、スレッジに従わされている。生け捕りにしなければ賞金は貰えないので、内心金を惜しんでいるスレッジは原則として1体ずつしか出撃させない。
元より対立関係であるため、スレッジ一味に対する仲間意識は皆無に等しく、隙あらば出し抜こうとする賞金首も存在する。原作とは違い、酷似した個体が牢屋の中に無数にいる。
スレッジの宇宙戦艦のマグナビームで巨大化している。
アイスエイジ（デーボ・ヒョーガッキ）
全身が氷でできたエイリアン。
スクラッパー（デーボ・ペシャンゴ）
体を右腕のみに縮小する能力を持つ。隙を見て監獄から脱出しようとするもスレッジに見破られ、脅迫される形でレンジャーと戦う。
スラマー（デーボ・ローヤローヤ）
捕らえた者の戦闘力を封じる檻を精製できるエイリアン。
スペルバインダー（デーボ・ドロンボス）
胸部の円盤から洗脳光線を放つエイリアン。
パワーレンジャーに敗れるが、胸部の円盤はスレッジに保管される。
キャビティ（デーボ・バティシエ）
相手を虫歯にする力を持つエイリアン。チェイスは虫歯にされてしまう。
スティングレイジ（デーボ・ウイルスン）
三又槍から撃ち出したトゲを生物に打ち込むことで相手を凶暴化させるエイリアン。
デュプリコン（デーボ・ヤキゴンテ）
相手の外見を変化させる能力を持つエイリアン。
パズラー（デーボ・ココドーコ）
建物の空間を操り、脱出不可能な迷路空間を作り出せるエイリアン。
ボーンズ（デーボ・ホネヌッキー）
人間のバックボーンを抜き取り、臆病者にする能力を持つエイリアン。骨型の拘束具で相手の動きを封じる。
スモークスクリーン（デーボ・タンゴセック）
体から濃度の濃いガスを噴出し、身を隠す力を持つエイリアン。
ゴールドディガー（デーボ・ザイホーン）
黄金のつるはしを武器にするエイリアン。金貨型爆弾や強固な石板を具現化できる。
シアーフィアー（デーボ・ジャキリーン）
他者の関係を糸のように視覚化できるエイリアン。関係の糸を切ることで、他者の結びつきを断ち切ることができる。
ミーティア（デーボ・ナガレボーシ）
隕石を操るエイリアン。
ウィッシュスター（デーボ・タナバンタ）
書いた内容を実現する特殊な呪符を使うエイリアン。その能力を用いて、監獄から脱出した。
スレッジ一味のことを心底恐れており、彼らに対抗するために、エナジェムの奪取を目論む。
メモレラ（デーボ・バッドキャワイーン）
諜報・工作に長けたエイリアン。
名称不明のエイリアン
あまり気の強くないエイリアン。牢獄から解放された後、「自分に従いたくない者は自由にして良い」というヘキルの言葉を真に受けて逃げ出そうとするが、あっさり前言を撤回したヘキルの光線を受けて消滅する。その死は、スレッジ一味や賞金首への見せしめとして利用された。
ストリッカー教授（デーボ・キビシーデス）
第2シーズン1話で監獄から脱出した賞金首。母星をヘキルに滅ぼされているため、彼に対する心情は悪い。
- 先行して発表されたフィギュアでは「ティーチャー」という名前だった。

ナイトメア（デーボ・アックムーン）
他者の夢に入り込み、悪夢を見せる生命体。羊の嘶きのような喋り方をする。
ハンター（デーボ・カリュードス）
蜘蛛のようなエイリアン。クロスボウが武器で、「クロスボウ・ダート・ストーム」という技を持つ。
ニンジャ（デーボ・シノビンバ）
忍者のような見た目をしたエイリアン。日本刀にも似た刀が武器。高速で移動する能力を持ち、手から手裏剣状のエネルギーを連射する「ニンジャ・スローウィング・スター」が必殺技。
ゲームフェイス（デーボ・スポコーン）
ボールのような頭部を持つエイリアン。ヴィヴィックスを強化する能力を持ち、集団戦の指揮を得意とする。ボールのような武器を使い、球技を模した戦闘方法を取る。
スペルディガー（デーボ・ザイホドローン）
フューリーがスペルバインダーの円盤とゴールドディガーの金貨を用いて、レンチの蘇生装置を応用して作り上げた合成エイリアン。
人格はゴールドディガーのものが反映されている。両者の能力が合成された結果、催眠効果をもつ金貨を生成できるほか、新たに円盤であらゆる物を吸い込む能力を獲得し、合成前を上回る戦闘力を会得している。
ハーフベイク（デーボ・アキダモンネ）
ハンマーが武器のエイリアン。
ホックベアード（デーボ・タイリョーン）
湖の底にあるタイタノゾードを破壊するために送り込まれたエイリアン。頑強な肉体を持つ。
ローファ（デーボ・バーカンス）
レイシャの弟。同族であるため、レイシャの光線に免疫を持っている。
姉が独断で地球上に光線をまき散らしたため彼以外のエイリアンが出撃できなくなり、ヘキルから叱責を受けて駆り出される。
レイシャ（巨大デーボ・バーカンス）
ローファの姉。スレッジ戦艦の事故に乗じて地球に逃げのびていたが、コーダの祖父に封印されていた。
太陽光を用いて、生物を遊び呆けた性格にする光線を発射する。
スカムロ（新・哀しみの戦騎 アイスロンド）
検査官のようなエイリアン。マミーガードという2体のモンスターを引き連れている。
バドゥーサ（獰猛の戦騎D）
単身でキョウリュウジャー銀河の生態系を死滅させたとされるエイリアン。
視線を合わせた生物を石化させるアミュレットを持つ。自身の戦闘もヘキルと渡り合えるほど高い。必殺技は剣から獣状のエネルギーを放つ「バドゥーサ・ビースト・バイト（最終楽章デーボスフィニッシュ）」。

## 装備・戦力
エナジェム
宇宙の神秘の力が秘められた結晶体のアイテム。
永久機関にも等しい無尽蔵のエネルギーを持ち、「資格者」と認めた者に不老の肉体や変身の力などの異能を授ける。
また、10個のエナジェム・10人の資格者・守護者が揃うかつ互いに力を合わせることで究極の秘術「時間操作」が使用可能になる。
ダークエナジェム
「善」のパワーの結晶体であるエナジェムが生まれた際に反作用で現出した「悪」のパワーを内包するエナジェム。
ダイノチャージモーファー（ガブリボルバー）
初期メンバー5人・アクアレンジャー・グラファイトレンジャー・パープルレンジャーが使用する銃型の変身アイテム。「It's Morphin' Time!（変身だ）」の号令の後、エナジェムまたは変身用ダイノチャージャーを装填することでレンジャーに変身する。原典とは違い、ダンスはせずにそのまま空にかざして変身する。
玩具では、ダイノチャージャーの装填箇所が1本のみとなっている。
ダイノチャージセイバー（ガブリカリバー）
初期メンバー5人・グラファイトレンジャー・アクアレンジャー・パープルレンジャーが使用するエナジェムのエネルギーで生み出された剣。
ダイノチャージパワーキャノン（ガブルキャノン）
ダイノチャージモーファーとダイノチャージセイバーが合体した銃。初期メンバー5人と2代目パープルレンジャーが使用。
ダイノチャージャー（獣電池）
エナジェムのエネルギーを蓄積させた乾電池型のチャージアイテム。1から10までの変身用（十大獣電池）・11から23までの能力用（ガーディアンズ電池）がある他、Tレックススーパーチャージャー（カーニバル獣電池）・ダイノビクトリーチャージャー（ビクトリー獣電池）・ダイノマキシマムチャージャー（マキシマム獣電池）・スパイノチャージャー（トバスピノ獣電池）・ダイノドライブチャージャーとダイノスーパードライブチャージャーもある。「ダイノチャージャー、レディ!」という掛け声をした後、ボタンを押すとプレートが回転して絵柄が変化する。
撮影用プロップは、新規映像では日本で発売された獣電池の玩具版（獣電池セットDX）を使用している。
ダイノコム（獣電モバックル）
ダイノチャージャーを収納しているバックル。通信機としても使用している。
ダイノスティール（獣電アームズ）
原典と同様にアームド・オンで出現する初期メンバー5人の武器。ダイノスパイクチャージャー（ケントロスパイカー獣電池）を使用することで合体必殺剣のダイノスパイク（ケントロスパイカー）になる。
Tレックス・スマッシャー（ガブティラファング）
レッドレンジャー専用の手甲型武器。
パラ・チョッパー（パラサショット）
ブラックレンジャー専用の戦斧型武器。ビームを発射できる。
ステゴシールド（ステゴシールド）
ブルーレンジャー専用の盾型武器。
ラプタークロウ（ザクトルスラッシャー）
グリーンレンジャー専用の爪型武器。
トライセラドリル（ドリケランス）
ピンクレンジャー専用のドリル状の武器。
ゴールドプテラモーファー（ガブリチェンジャー）
ゴールドレンジャーが使用するガントレット型の変身アイテム。
プテラゴールドセイバー（ザンダーサンダー）
ゴールドレンジャーの専用武器。
ダイノコムゴールドバージョン（獣電モバックルキョウリュウゴールドVer.）
ゴールドレンジャー専用のダイノチャージャーを収納しているバックル。通信機としても使用している。
ダイノチャージャーボックス（獣電ブレイブボックス）
玩具。ダイノチャージャーの収納ケース。
タイタノチャージモーファー（ギガガブリボルバー）
シルバーレンジャーが使用するダイノチャージモーファーと同じ銃型の変身アイテム。
タイタノセイバー（フェザーエッジ）
シルバーレンジャーの専用武器。変身前でも使用している。
ダイノサイクル（ディノチェイサー）
2体の小型ゾード（ディノス、チェイス）がダイノサイクルチャージャー（ディノチェイサー獣電池）で合体したバイク。
ダイノアーマーX（ディノスグランダー）
デイノスクスの頭を模した手甲型武器。ダイノアーマーXチャージャー（ディノスクランダー獣電池）を使用することで両手に装着される。
ダイノドライブモード
ゾードの中でダイノドライブチャージャーで変身する形態。ダイノチャージャーの装飾があるアーマーを身に纏い、ゾードの性能を底上げする。
ダイノスーパードライブモード
ダイノドライブモードの強化形態で、ダイノスーパードライブチャージャーでダイノドライブモードから変化する。なお、フェイスが原典におけるガブティラ人間になっている。
ダイノスーパードライブセイバー
ダイノスーパードライブモードへの変身装備。柄の部分にあるリボルバーに初期メンバー5人のダイノチャージャーをセットすることで、メガゾードの必殺技の威力を極限まで高める。

### ゾード（獣電竜）
スレッジからエナジェムを隠すためにキーパーが仮の資格者として選定した恐竜たちの魂が、エナジェムの力で実体化した存在。
エナジェムによって正式な資格者＝パワーレンジャーが選ばれることで活動する。
各メンバーのダイノチャージャーを投げることで召喚する。
コックピットのセットが新規に作られている。
Tレックスゾード（ガブティラ）
ティラノサウルスのゾード。タイラーからは「レクシィ」の愛称で呼ばれている。
Tレックススーパーチャージモーファー（ガブティラ・デ・カーニバル〈ガブティラ・オーバーチャージモード〉）
TレックスゾードがTレックススーパーチャージャー（カーニバル獣電池）で小型になった姿。トリガーを引き、レッドレンジャーがTレックススーパーチャージレッドレンジャーに強化変身する。また、ダイノチャージメガゾードのバリエーション合体と同じ構成である3本のダイノチャージャーを装填することにより、Tレックススーパーチャージフォーメーション（カミツキチェンジ）による強化装備も可能。なお、Tレックススーパーチャージャーは、ダイノチャージモーファーで使用すると凶暴な姿（ガブティラ人間）として暴走してしまう。
パラゾード（パラサガン）
パラサウロロフスのゾード。
ステゴゾード（ステゴッチ）
ステゴサウルスのゾード。
ラプターゾード（ザクトル）
ヴェロキラプトルのゾード。尾で相手を切りつける「ブレイブラプタースラッシュ」という技を持つ。
トライセラゾード（ドリケラ）
トリケラトプスのゾード。尾のドリルで相手を貫通する「トライセラドリル」が必殺技。
アンキロゾード（アンキドン）
アンキロサウルスのゾード。第2シーズンからアクアレンジャーのパートナーとなるが、アクアレンジャー不在でも他のメンバーが召喚することがある。
パッキーゾード（ブンパッキー）
パキケファロサウルスのゾード。グラファイトレンジャー不在でも他のメンバーが召喚することがある。鉄球で相手を殴打する「パッキーボム」が必殺技。
プテラゾード（プテラゴードン）
プテラノドンのゾード。単体でメガゾード形態へと変化できる。
プレシオゾード（プレズオン）
プレシオサウルスのゾード。単体でメガゾード形態へと変化できる。パープルレンジャー不在でも他のメンバーが召喚することがある。
タイタノゾード（ブラギガス）
タイタノサウルスのゾード。単体でメガゾードへと変化できる。シルバーレンジャー不在でも他のメンバーが召喚することがある。
原典ではブラキオサウルスだったが、本作品ではタイタノサウルスに変更されている。
スパイノゾード（トバスピノ）
スピノサウルスのゾード。対応するエナジェムは無く、バドゥーサの手で大半のゾードが使用不可となった際にシェルビーの手で応急措置的に作られた。劇中では最初はピンクレンジャーが召喚し、2度目はレッドレンジャーが召喚している。

#### ダイノチャージメガゾード（キョウリュウジン）
Tレックスゾードをコアにして、他のゾードが両腕を形成する形で合体したメガゾード。
合体するゾードに応じて「（右手のゾード）＋（左手のゾード）フォーメーション」という名前になる。

#### プテラチャージメガゾード（プテライデンオー）
プテラゾードが変形したメガゾード。

#### プレシオチャージメガゾード（プレズオー）
プレシオゾードが変形したメガゾード。
Tレックスゾードとパッキーゾードと合体することで、プレシオチャージメガゾード・パッキーレックスフォーメーション（バクレツキョウリュウジン）となる。

#### タイタノチャージメガゾード（ギガントブラキオー）
タイタノゾードが変形したメガゾード。
ダイノチャージメガゾード・ラプターゾード・パラゾードと合体することで、ダイノチャージウルトラゾード（ギガントキョウリュウジン）となる。

#### スパイノチャージメガゾード（スピノダイオー）
スパイノゾードをコアにし、アンキロゾードとパッキーゾードが両腕を形成する形で合体したメガゾード。
原典と同様に他のゾードとの合体は可能で、ラプターゾードとパラゾードとの合体ではスパイノチャージメガゾード・ラプターパラフォーメーション（スピノダイオー・ウエスタン）となる。

## 敵の戦力
スレッジの宇宙戦艦
スレッジ一味が所有している宇宙船。内部に賞金首を閉じ込める牢獄がある。宇宙人を巨大化させる「マグナビーム」という装備がある。
第1シーズン終盤でタイラーとスレッジの戦いの余波でコンソールが破壊されて航行不能となり墜落するが、機能の一部は生きているためその後も居住区として使われている。
蘇生装置
レンチが作った機械。細胞の一片でもあれば蘇生できる。フューリーの発案で、複数のエイリアンの肉体を使い、合成エイリアンを作る手法も取られている。
フォートレス（大地の魔神ガドマ）
レンチが作った機械兵器。

## 用語
アンバービーチ
主な舞台となる土地。国内有数の化石の産地。
ザンダー
欧州の小国。王政が少なくとも800年以上は続いている。フィリップ3世とアイヴァンの出身地。
センタイ・6
ダークエナジェムが封印されていた惑星。

## キャスト

### レギュラー・準レギュラー
- タイラー・ナヴァロ / ダイノチャージレッドレンジャー - ブレナン・メヒア
- チェイス・ランドール / ダイノチャージブラックレンジャー - ジェームズ・デビアス
- コーダ / ダイノチャージブルーレンジャー - ヨシ・スダルソ[注釈 4]
- ライリ・グリフィン / ダイノチャージグリーンレンジャー -  マイケル・テイバー
- シェルビー・ワトキンス / ダイノチャージピンクレンジャー - カミーユ・ハイド
- アイヴァン / ダイノチャージゴールドレンジャー - デヴィ・サントス
- ジェームズ・ナヴァロ / ダイノチャージアクアレンジャー - ルーベン・ターナー / 声 - ダン・マスグローブ
- フィリップ3世 / ダイノチャージグラファイトレンジャー - ジャレッド・ブラキストン
- ケンドール・モーガン / ダイノチャージパープルレンジャー - クレール・ブラックウェルダー
- ゼノウィング / ダイノチャージシルバーレンジャー アリステア・ブラウニング
- キーパー - イヴ・ゴードン / 声 - リチャード・シンプソン
- スレッジの声 - アダム・ガードナー
- フューリーの声 - ポール・ハロップ
- ポイサンドラの声 - ジャッキー・クラーク
- レンチの声、キュリオの声 - エステヴェス・グリスピー
- ヘキル - ライアン・カーター
- スナイドの声、モーファー音声、パパラッチ男（第10話） - キャンベル・クーリー
- ロード・アルカノンの声 - アンディ・グレインジャー
- シンジの声 - マーク・ミッチソン
- ドゥームウィングの声 - アンディ・ライト
- ナレーター - スティッグ・エルドレッド

### 主なゲスト
- サンタクロース（SP2） - ジョン・サムナー

### スーツアクター・スタント
- レッドレンジャー[13][14]、 スレッジ[15]、グラファイトレンジャー[16]、コーダ（スタント）、ゼノウィング[17]- 羽賀亮洋
- レッドレンジャー[18]（変身前のスタントも担当)、ブラックレンジャー[19]、ブルーレンジャー[20]、グリーンレンジャー[21]-大隈厚志
- ブラックレンジャー[19]、グリーンレンジャー[22][23]、グラファイトレンジャー[24]、初代パープルレンジャー[25]- 三村幸司
- ブラックレンジャー[25]、グリーンレンジャー[14][23]（変身前のスタントも担当)[26]-金山 拓矢
- ブルーレンジャー[14] - 辻将太
- ブルーレンジャー[27]、ゴールドレンジャー、シルバーレンジャー[28]、ゼノウィング[27]、スレッジ[27]、-中山 甲斐
- ブルーレンジャー[29]、アクアレンジャー[30]-白濱 孝次
- グリーンレンジャー[31]、2代目パープルレンジャー-大石将史
- ピンクレンジャー[32]、2代目パープルレンジャー[33] - 永嶋美佐子
- ピンクレンジャー[34]、キーパー（スタントダブル）[6][34]、キュリオ[35] - 横山和博
- ゴールドレンジャー-田之上生海

## スタッフ
- 製作総指揮 - ハイム・サバン、チップ・リン、ブライアン・カセンティーニ
- プロデューサー - サリー・キャンベル
- 共同プロデューサー - エリー・デケル（シーズン1のみ）、ジョエル・アンドリュック、ジェフリー・ニューマン
- ストーリー・エディター - チップ・リン
- 音楽・テーマソングアレンジ - ノアム・カニエル
- セカンドユニット監督 - 野口彰宏、 大西雅樹
- スタント・コーディネーター：マーク・ハリス
- 撮影監督- DJ・スティップセン
- セカンドユニット撮影監督- ショーン・マリーン
- 編集 - アラーナ・ミルン
- プロダクション・デザイナー - トレーシー・コリンズ
- 創造者 - ハイム・サバン、東映
- 原作 - 東映
- 制作 - パワーレンジャー・プロダクション、サバン・ブランド、東映
- 配給 - サバン・ブランド

## 放映リスト
| 話数                                     | サブタイトル                  | 登場モンスター                                  | 監督                   | 脚本                                                                |
| ---------------------------------------- | ----------------------------- | ----------------------------------------------- | ---------------------- | ------------------------------------------------------------------- |
| パワーレンジャー・ダイノチャージ         |                               |                                                 |                        |                                                                     |
| 1                                        | Powers From the Past          | アイスエイジ（声 - ジェラルド・アーカート）     | ジョナサン・ブラフ     | チップ・リン                                                        |
| 2                                        | Past, Present and Fusion      | アイスエイジ（声 - ジェラルド・アーカート）     | ジョナサン・ブラフ     | チップ・リン                                                        |
| 3                                        | A Fool's Hour                 | スクラッパー（声 - ジェフ・シュザスターマン）   | チャーリー・ハスケル   | チップ・リン                                                        |
| 4                                        | Return of the Caveman         | スマラー（声 - ニック・サンプソン）             | ジョナサン・ブラフ     | チップ・リン                                                        |
| 5                                        | Breaking Black                | スペルバインダー（声 - カラム・ステンブリッジ） | チャーリー・ハスケル   | ジェフリ・ニューマン ピーター・ワイズマン チップ・リン              |
| 6                                        | The Tooth Hurts               | キャビティ（声 - ケルソン・ヘンダーソン）       | マイク・スミス         | ジェフリ・ニューマン ピーター・ワイズマン チップ・リン              |
| 7                                        | Let Sleeping Zords Lie        | スティングレイジ（声 - ピーター・ドーブ）       | マイク・スミス         | チップ・リン                                                        |
| 8                                        | Double Ranger, Double Danger  | デュプリコン（声 - パオロ・ロトンド）           | マイク・スミス         | ジェフリ・ニューマン ターニャ・M・ウィーラー チップ・リン           |
| 9                                        | When Logic Fails              | パズラー（声 - フィル・ブラウン）               | チャーリー・ハスケル   | チップ・リン                                                        |
| 10                                       | The Royal Rangers             | フューリー                                      | チャーリー・ハスケル   | チップ・リン                                                        |
| 11                                       | Break Out                     | フューリー                                      | チャーリー・ハスケル   | チップ・リン                                                        |
| 12                                       | Knight After Knights          | ボーンズ（声 - ロバート・ミニョー）             | ピーター・サーモン     | ジェフリ・ニューマン チップ・リン                                   |
| 13                                       | Sync or Swim                  | スモークスクリーン（声 - ブレンダン・ラヴェル） | ピーター・サーモン     | チップ・リン ジェームズ・W・ベイツ                                  |
| 14                                       | True Black                    | ゴールドディガー（声 - スコット・ウィルズ）     | ピーター・サーモン     | チップ・リン マーク・リットン                                       |
| SP1                                      | The Ghostest With the Mostest | メモレラ（声 - ロリ・ダンジー）                 | チャーリー・ハスケル   | チップ・リン マーク・リットン                                       |
| 15                                       | Rise of a Ranger              | G-BO                                            | マイク・スミス         | チップ・リン マーク・リットン                                       |
| 16                                       | No Matter How You Slice It    | シアーフィアー（声 - ショーン・リンチ）         | マイク・スミス         | チップ・リン ジェフリー・ニューマン                                 |
| 17                                       | World Famous!                 | メテオー（声 - スティーブン・バターワース）     | マイク・スミス         | チップ・リン ベッカ・バーンズ                                       |
| 18                                       | Deep Down Under               | メテオー（声 - スティーブン・バターワース）     | ピーター・サーモン     | チップ・リン ベッカ・バーンズ                                       |
| 19                                       | Wishing for a Hero            | ウィッシュスター（声 - ロス・ギルヴェン）       | ピーター・サーモン     | チップ・リン                                                        |
| SP2                                      | Race to Rescue Christmas      |                                                 | チャーリー・ハスケル   | チップ・リン マーク・リットン                                       |
| 20                                       | One More Energem              | グリーンズィラ（声 - ロバート・ミニョー）       | ピーター・サーモン     | チップ・リン ベッカ・バーンズ                                       |
| パワーレンジャー・ダイノスーパーチャージ |                               |                                                 |                        |                                                                     |
| 21                                       | When Evil Stirs               |                                                 | ピーター・バーガー     | チップ・リン ベッカ・バーンズ                                       |
| 22                                       | Forgive and Forget            |                                                 | ピーター・バーガー     | チップ・リン ベッカ・バーンズ オルウィン・デイル                    |
| 23                                       | Nightmare in Amber Beach      |                                                 | ピーター・バーガー     | チップ・リン ベッカ・バーンズ オルウィン・デイル                    |
| 24                                       | A Date with Danger            |                                                 | カール・ツビッキー     | チップ・リン マーク・ハンドラー                                     |
| 25                                       | Roar of the Red Ranger        |                                                 | カール・ツビッキー     | チップ・リン ベッカ・バーンズ オルウィン・デイル                    |
| 26                                       | Forged Under Fire             |                                                 | カール・ツビッキー     | チップ・リン アン・オースティン ベッカ・バーンズ オルウィン・デイル |
| 27                                       | Home Run Koda                 |                                                 | マイケル・ドゥイグナン | チップ・リン ベッカ・バーンズ                                       |
| 28                                       | Riches and Rags               |                                                 | マイケル・ドゥイグナン | チップ・リン ベッカ・バーンズ オルウィン・デイル                    |
| 29                                       | Besties 4Eva                  |                                                 | マイケル・ドゥイグナン | ベッカ・バーンズ オルウィン・デイル                                 |
| 30                                       | Gone Fishin                   |                                                 | マイケル・ドゥイグナン | ベッカ・バーンズ オルウィン・デイル チップ・リン                    |
| 31                                       | Love at First Fight           |                                                 | ピーター・バーガー     | チップ・リン アン・オースティン ベッカ・バーンズ                    |
| 32                                       | Catching Some Rays            |                                                 | ピーター・バーガー     | オルウィン・デイル ベッカ・バーンズ デビッド・マクダーモット        |
| 33                                       | Recipe for Disaster           |                                                 | ピーター・バーガー     | ベッカ・バーンズ オルウィン・デイル チップ・リン                    |
| 34                                       | Silver Secret                 |                                                 | Ric Pellizzeri         | ベッカ・バーンズ オルウィン・デイル チップ・リン                    |
| SP3                                      | Trick or Trial                |                                                 | マイケル・ドゥイグナン | ベッカ・バーンズ オルウィン・デイル チップ・リン                    |
| 35                                       | Wings of Danger               |                                                 | Ric Pellizzeri         | ベッカ・バーンズ オルウィン・デイル チップ・リン                    |
| 36                                       | Freaky Fightday               |                                                 | Ric Pellizzeri         | ベッカ・バーンズ オルウィン・デイル チップ・リン                    |
| 37                                       | Worgworld                     |                                                 | マイケル・ドゥイグナン | ベッカ・バーンズ オルウィン・デイル チップ・リン                    |
| 38                                       | The Rangers Rock!             |                                                 | マイケル・ドゥイグナン | ベッカ・バーンズ オルウィン・デイル チップ・リン                    |
| 39                                       | Edge of Extinction            |                                                 | ブリッタ・ホーキンス   | ベッカ・バーンズ オルウィン・デイル チップ・リン                    |
| 40                                       | End of Extinction             |                                                 | ブリッタ・ホーキンス   | ベッカ・バーンズ オルウィン・デイル チップ・リン                    |
| SP4                                      | Here Comes Heximas            |                                                 | マイケル・ドゥイグナン | ベッカ・バーンズ オルウィン・デイル チップ・リン                    |

## 備考
- 本作品でコーダ（ダイノチャージブルーレンジャー）を演じたヨシ・スダルソは、日本観光の際に『手裏剣戦隊ニンニンジャー』の第34話にゲスト出演している。なお、『ニンニンジャー』をベースにした次回作『パワーレンジャー・ニンジャスティール（パワーレンジャー・スーパーニンジャスティール）』でニンジャスティール・ブルーレンジャー（アオニンジャー）に変身するプレストン・ティエンを演じたのはヨシの弟であるピーター・スダルソである。
- タイラー（ダイノチャージレッドレンジャー）を演じたブレナン・メヒアは、のちにYouTuberとしても活動。その中で自身のYouTube映像で本作品のグッズだけではなく、『キョウリュウジャー』のグッズも持っていた。